# NWA Canadian Tag Team Championship
Con NWA Canadian Tag Team Championship si intendono una serie di titoli di wrestling con lo stesso nome, utilizzati da diverse federazioni canadesi membri della National Wrestling Alliance (NWA) a partire dal 1952. Nel corso degli anni la NWA ha riconosciuto un totale di 6 titoli con questo nome.

## Storia
Un primo titolo nazionale attivo in Canada relativo alla divisione tag era un generico Canadian Open Tag Team Championship, nato nel 1952 che fu per un periodo riconosciuto dalla NWA senza però adottarne mai la sigla. Questo venne difeso anche fuori dal Canada con il nome di International Tag Team Championship, che di fatto lo soppiantò a partire dal 1961.
Nel territorio della Stampede Wrestling fu introdotto un titolo tag nazionale nel 1954, anche se alcuni tag team si riconoscono detentori del titolo già a partie dal 1950. Tuttavia, a causa della poca popolarità della divisione tag nella zona, il titolo fu poco usato e sparì nel corso del 1964, con la versione del titolo di Vancouver che fu talvolta promossa nel territorio.
Quest'ultima, che vide la luce nel 1962, fu promossa dalla All Star Wrestling principalmente nel territorio della Columbia Britannica e rimase attiva fino alla cessazione del rapporto con la NWA da parte della ASW, che iniziò a riconoscere l'UWA Canadian Tag Team Title.
Anche il Québec iniziò a promuovere una propria versione del titolo a partire dal 1975, ma questa fu unificata appena due anni più tardi all'interno di un generico International Tag Team Championship. Un titolo tag attivo nella zona di Winnipeg fu a sua volta riconosciuto brevemente dalla NWA tra il 1975 e il 1984, anche se questa versione non riportò mai ufficialmente la dicitura NWA.
Successivamente un nuovo titolo nazionale fu adottato dai territori canadesi a partire dal 1998 e rimase attivo fino al 2019, quando la NWA ritirò il riconoscimento, pur rimanendo riconosciuto dalla Torture Chamber Pro Wrestling.

## Versioni del titolo
| Data creazione | Data cessazione | Territorio | Modalità di termine                                                      |
| -------------- | --------------- | ---------- | ------------------------------------------------------------------------ |
| 1952           | 1961            | Toronto    | Sostituito dall'International Tag Team Championship                      |
| 1950           | 1964            | Calgary    | Disattivato e sostituito dalla versione di Vancouver                     |
| 1962           | 1986            | Vancouver  | Abbandono della NWA e sostituito dall'UWA Canadian Tag Team Championship |
| 1974           | 1977            | Québèc     | Sostituito dall'International Tag Team Championship                      |
| 1975           | 1984            | Winnipeg   | Disattivato                                                              |
| 1998           | 2012            | ECCW       | Abbandono della NWA ma ancora riconosciuto dalla TCPW                    |